# 圣让拉富尤斯
圣让拉富尤斯（法語：Saint-Jean-la-Fouillouse，法語發音：[sɛ̃ ʒɑ̃ la fujuz]）是法国洛泽尔省的一个市镇，属于芒德区。

## 地理
圣让拉富尤斯（44°42'3"N, 3°41'29"E）面积29.27 平方千米，位于法国奧克西塔尼大區洛泽尔省，该省份为法国南部内陆省份，北起上盧瓦爾省和康塔爾省，西接阿韦龙省，南至加尔省，东临阿尔代什省。
与圣让拉富尤斯接壤的市镇（或旧市镇、城区）包括：欧鲁、沙斯塔涅、皮埃尔菲什、朗东新堡、阿尔藏克德朗东、圣索沃尔-德日内斯图、格朗里约。

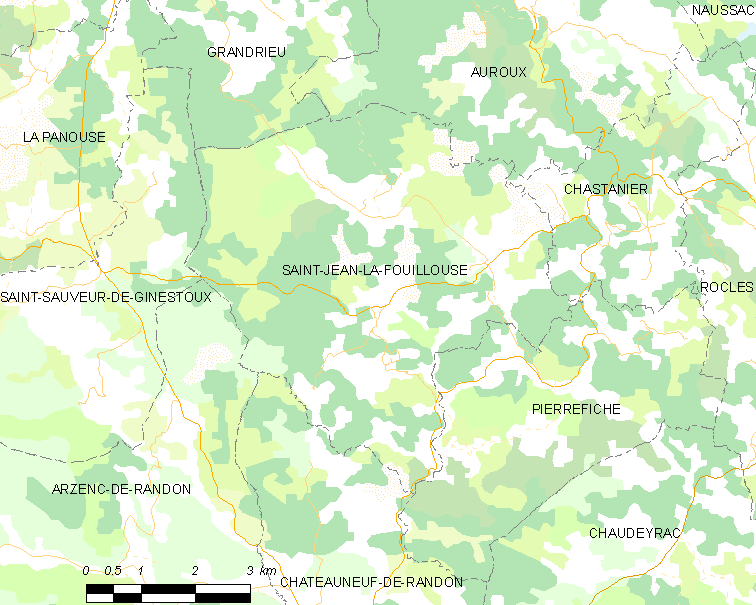
圣让拉富尤斯的OSM定位图

圣让拉富尤斯的时区为UTC+01:00、UTC+02:00（夏令时）。

## 行政
圣让拉富尤斯的邮政编码为48170，INSEE市镇编码为48160。

## 政治
圣让拉富尤斯所属的省级选区为格朗里约县。

## 人口

1962-2008年间圣让拉富尤斯人口变化图示

圣让拉富尤斯于2022年1月1日时的人口数量为126人。